# Nhạn họng nâu
Nhạn họng nâu (danh pháp hai phần: Riparia paludicola) là một loài chim trong họ Hirundinidae
Loài này trước đây bao gồm cả nhạn nâu đỏ (Riparia chinensis) ở châu Á, nhưng đã được chia tách ra sau sửa đổi của Palmela C. Rasmussen & John C. Anderton năm 2005

## Các phân loài
- R. p. mauritanica (Meade-Waldo, 1901): tây Morocco.
- R. p. minor (Cabanis, 1850): Senegal và Gambia tới bắc Ethiopia.
- R. p. schoensis Reichenow, 1920: trung Ethiopia.
- R. p. newtoni Bannerman, 1937: đông bắc Nigeria và tây Cameroon.
- R. p. ducis Reichenow, 1908: đông Cộng hòa Dân chủ Congo, Uganda, Kenya và bắc và trung Tanzania.
- R. p. paludicola (Vieillot, 1817): Angola tới nam Tanzania và về phía nam tới Nam Phi.
- R. p. cowani (Sharpe, 1882): Madagascar.

## Hình ảnh

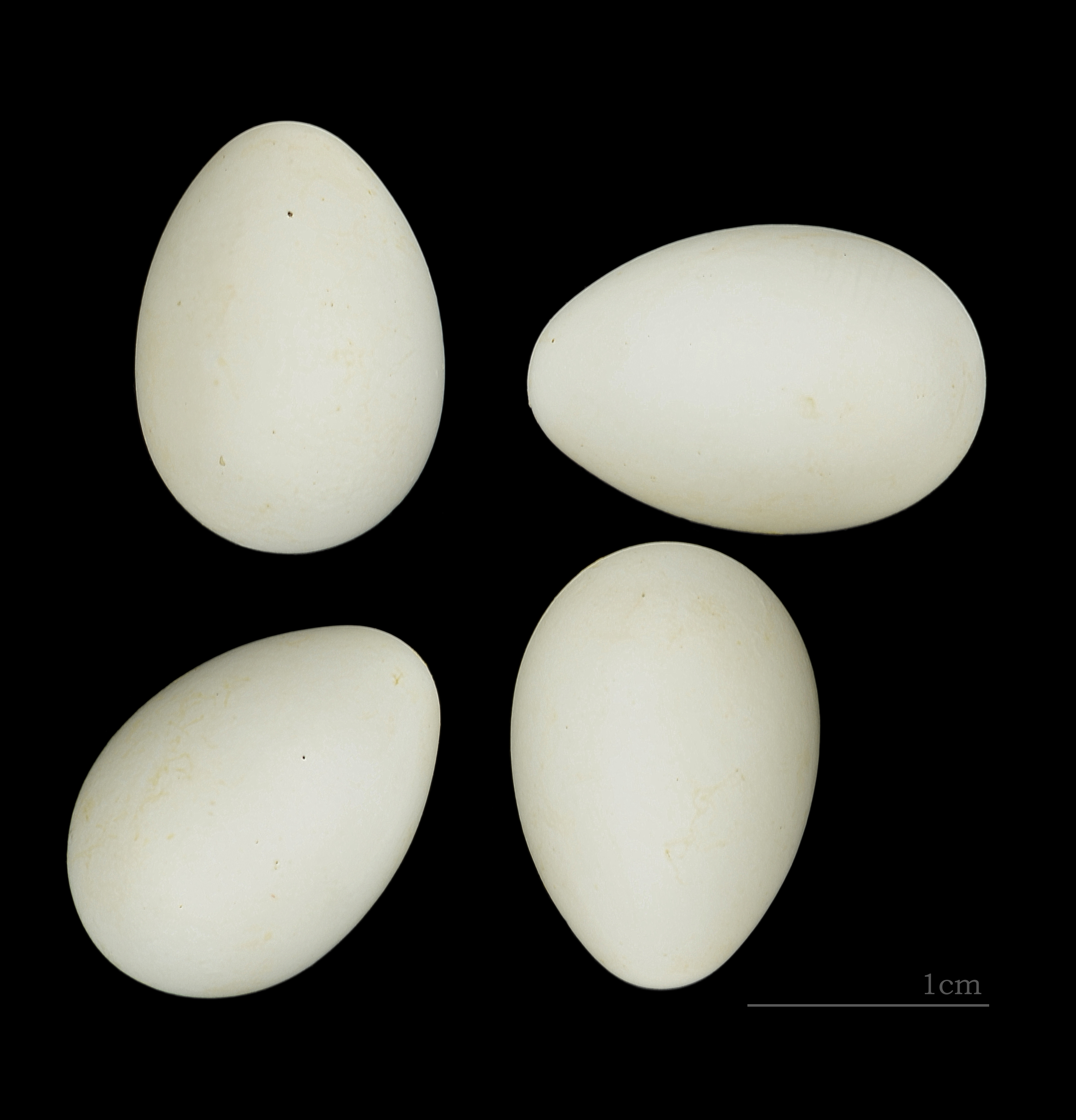
Trứng chim Riparia paludicola